# Street Fighter Collection 2
Street Fighter Collection 2, conocido en Japón como Capcom Generation: Dai 5 Shuu Kakutouka-tachi, es una compilación de juegos de las diferentes versiones de Street Fighter II para PlayStation y Sega Saturn.
En Japón el juego formaba parte del recopilatorio Capcom Generations, que era una recopilación de juegos clásicos de Capcom en cinco CD que salieron a la venta por separado. Cada CD correspondía a una serie concreta. Por ejemplo, el CD 1, titulado Wings of Destiny recopilaba los juegos 1942, 1943 y 1943 Kai, el CD 2 Chronicles or Arthur recogía los juegos Ghosts'n Goblins, Ghouls'n Ghosts y Super Ghouls'n Ghosts, etc. El quinto disco era el dedicado a Street Fighter II y recopilaba las tres entregas de Street Fighter II (The World Warriors, Championship Edition y Turbo Hyper Fighting) más un buen montón de material adicional como ilustraciones, fichas personales y tests de música y sonidos.
Cuando el juego fue distribuido en América y Europa, lanzaron sólo los cuatro primeros CD en un solo pack, y no separados como hicieron en Japón. Sobre el quinto disco, Capcom decidió sacarlo aparte, como si fuese un título independiente, y lo tituló como Street Fighter Collection 2.

## Características
Street Fighter Collection 2 reunía en un solo CD las tres entregas de Street Fighter II, consideradas por muchos como las mejores de todas. Estas eran Street Fighter II: The World Warrior, Street Fighter II: Champion Edition y Street Fighter II: Hyper Fighting.
A diferencia de la primera recopilación, Street Fighter Collection 2 incluía bastante material adicional, desde bocetos y dibujos hasta ilustraciones a todo color, pósteres promocionales (incluidos pósteres de juegos de Street Fighter que no aparecen en esta recopilación) y una base de datos de los luchadores. Además se incluía un test de sonido para escuchar todas las voces y músicas del juego. También, aparte de la música original de la recreativa, Capcom realizó para esta recopilación nuevas remezclas de los temas conocidos.
- Datos: Q6134505